# Milano-Sanremo 1967
La Milano-Sanremo 1967, cinquantottesima edizione della corsa, fu disputata il 18 marzo 1967, su un percorso di 288 km. Fu vinta dal belga Eddy Merckx, giunto al traguardo con il tempo di 6h25'40" alla media di 44,806 km/h, precedendo gli italiani Gianni Motta e Franco Bitossi.

## Resoconto degli eventi
L'attacco decisivo venne sferrato a 50 km dal traguardo da una ventina di corridori, tra cui gli italiani Gimondi, Zandegù, Motta e Bitossi.
Eddy Merckx, rimasto senza gregari, intuì di avere poche chance se gli italiani si fossero coalizzati; così, a una ventina di Km dall'arrivo tentò la fuga in solitaria, che in un primo momento gli riuscì. Dopo pochi km lo raggiunse inaspettatamente Gianni Motta, e i due proseguirono insieme.
Dopo la discesa del Poggio Franco Bitossi e Felice Gimondi riagguantarono i due al comando; la corsa si risolse con una volata a quattro vinta facilmente dal corridore belga, che stabilì anche il record di velocità media, 44,8 Km\h.

## Ordine d'arrivo (Top 10)
| Pos. | Corridore             | Squadra    | Tempo    |
| ---- | --------------------- | ---------- | -------- |
| 1    | Eddy Merckx           | Peugeot    | 6h25'40" |
| 2    | Gianni Motta          | Molteni    | s.t.     |
| 3    | Franco Bitossi        | Filotex    | s.t.     |
| 4    | Felice Gimondi        | Salvarani  | s.t.     |
| 5    | Georges Vanconingsloo | Pelforth   | a 4"     |
| 6    | Dino Zandegù          | Salvarani  | s.t.     |
| 7    | Walter Godefroot      | Flandria   | s.t.     |
| 8    | Willy Planckaert      | Romeo      | s.t.     |
| 9    | Gerben Karstens       | Televizier | s.t.     |
| 10   | Noel Van Clooster     | Flandria   | s.t.     |